# Michael Kors
Michael David Kors (Long Island, 1959. augusztus 9. –) amerikai divattervező. A saját magáról elnevezett cég tiszteletbeli elnöke és kreatív vezetője. A vállalat férfi és női konfekcióruhákat, kiegészítőket, órákat, ékszereket, lábbeliket és illatszereket forgalmaz. Kors volt a francia Celine ház első divattervezője, 1997-től 2003-ig.

## Élete
Kors Karl Anderson Jr. néven született Long Islanden, New Yorkban. Édesanyja zsidó, édesapja svéd származású. Szülei Joan Hamburger, egykori modell és első férje, Karl Anderson Sr. Édesanyja hozzáment Bill Korshoz, amikor a fia ötéves volt, és a vezetéknevét Korsra változtatták. Édesanyja azt mondta Karlnak, hogy választhat új keresztnevet is, így átnevezte magát Michael David Korsnak. A New York állambeli Merrickben nőtt fel, és a John F. Kennedy Gimnáziumban (Bellmore, Long Island) végzett.
Kors 2011. augusztus 16-án házasodott össze párjával, Lance Le Pere-rel a New York-i Southamptonban.

## Jogi problémák

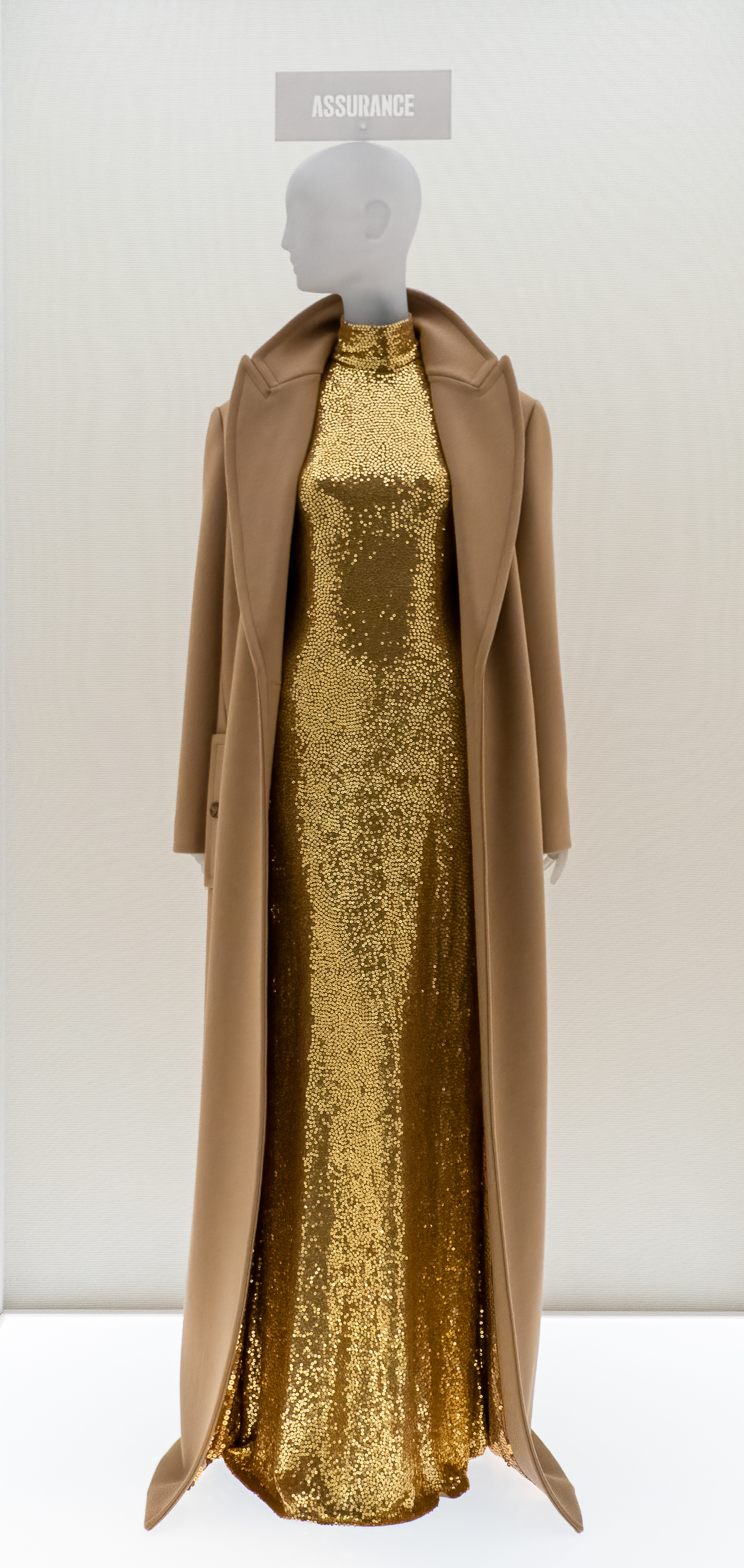
Egy Kors által tervezett darab a Metropolitan Művészeti Múzeumban

2009 januárjában Tony Duquette művész-tervező beperelte Korst védjegybitorlásért, miután Kors állítólag Duquette nevét és képeit használta a cége 2009-es üdülőhelyi ruhakollekciójának reklámozásához.
2013 júliusában a Tiffany & Co. után 
a Michael Kors lett a második luxusmárka, amelyik beperelte a Costco-t, mert a szupermarket-lánc reklámjaiban azt állította, hogy az ő termékét árulja.